# Atletisme als Jocs Olímpics d'Estiu de 1908 - 100 metres masculins
Els 100 metres masculins va ser una de les proves disputades durant els Jocs Olímpics de Londres de 1908. La prova es va disputar en tres dies i hi van prendre part 60 atletes de 16 nacions diferents. La primera ronda es disputà el 20 de juliol, les semifinials el 21 de juliol i la final el 22 de juliol.
| Medallistes | Medallistes | Medallistes | Medallistes | Medallistes | Medallistes | Medallistes | Medallistes | Medallistes | Medallistes | Medallistes | Medallistes | Medallistes | Medallistes | Medallistes | Medallistes | Medallistes |
| Rècords     | Rècords     | Rècords     | Rècords     | Rècords     | Rècords     | Rècords     | Rècords     | Rècords     | Rècords     | Rècords     | Rècords     | Rècords     | Rècords     | Rècords     | Rècords     | Rècords     |
| ----------- | ----------- | ----------- | ----------- | ----------- | ----------- | ----------- | ----------- | ----------- | ----------- | ----------- | ----------- | ----------- | ----------- | ----------- | ----------- | ----------- |
| Sèries      |             |             |             |             |             |             |             |             |             |             |             |             |             |             |             |             |
| 1           | 2           | 3           | 4           | 5           | 6           | 7           | 8           | 9           | 10          | 11          | 12          | 13          | 14          | 15          | 16          | 17          |
| Semifinals  |             |             |             |             |             |             |             |             |             |             |             |             |             |             |             |             |
| 1           | 1           | 1           | 1           | 2           | 2           | 2           | 2           |             | 3           | 3           | 3           | 3           | 4           | 4           | 4           | 4           |
| Final       |             |             |             |             |             |             |             |             |             |             |             |             |             |             |             |             |
| Referències |             |             |             |             |             |             |             |             |             |             |             |             |             |             |             |             |

## Medallistes
| Or                  | Plata              | Bronze            |
| Reggie Walker (RSA) | James Rector (USA) | Robert Kerr (CAN) |

## Rècords
Aquests eren els rècords del món i olímpic que hi havia abans de la celebració dels Jocs Olímpics de 1908.
| Rècord del Món | 10.6(*) | Knut Lindberg    | Göteborg (SWE) | 26 d'agost de 1906   |
| Rècord Olímpic | 10.8    | Frank Jarvis     | París (FRA)    | 14 de juliol de 1900 |
| Rècord Olímpic | 10.8    | Walter Tewksbury | París (FRA)    | 14 de juliol de 1900 |

(*) No oficial
James Rector (en la 15a sèrie i en la tercera semifinal) i Reggie Walker (en la primera semifinal i en la final) van igualar el rècord olímpic. Per la seva banda Reggie Walker, en la primera semifinal va fer un temps de 10.7, però fou arrodonit a l'alça fins als 10.8 segons les normes de l'època perquè el seu temps havia estat de 104⁄5.

### Sèries
Es van disputar 17 sèries i sols passava a semifinals el vencedor de cadascuna d'elles. El temps era calculat en 1⁄5 de segon. La competició començà a les tres de la tarda del 20 de juliol, el setè dies dels Jocs. En finalitzar les nou primeres sèries es va aturar la competició per donar pas a quatre sèries dels 800 metres que s'havien de córrer a dos quarts de quatre. Les darreres vuit sèries es van disputar a partir de les quatre de la tarda.

#### Sèrie 1
Duffy guanyà la sèrie per tres iardes.
| Posició | Nom                  | País          | Temps         |
| ------- | -------------------- | ------------- | ------------- |
| 1       | Edward Duffy         | Sud-àfrica    | 11.6 segons   |
| 2       | Georgios Skoutarides | Grècia        | (11.9 segons) |
| 3       | Victor Henny         | Països Baixos | Desconegut    |

#### Sèrie 2
George superà a Guttormsen per tres iardes.
| Posició | Nom              | País       | Temps         |
| ------- | ---------------- | ---------- | ------------- |
| 1       | John George      | Regne Unit | 11.6 segons   |
| 2       | Oscar Guttormsen | Noruega    | (12.0 segons) |

#### Sèrie 3
Cartmell creuà la meta amb dues iardes sobre Malfait.
| Posició | Nom             | País          | Temps         |
| ------- | --------------- | ------------- | ------------- |
| 1       | Nate Cartmell   | Estats Units  | 11.0 segons   |
| 2       | Georges Malfait | França        | (11.2 segons) |
| 3       | Arthur Hoffmann | Alemanya      | (11.4 segons) |
| 4       | Evert Koops     | Països Baixos | Desconegut    |

#### Sèrie 4
Walker superà en quatre iardes a l'immediat perseguidor.
Records do not indicate which of the final two runners took which Posició.
| Posició | Nom             | País          | Temps         |
| ------- | --------------- | ------------- | ------------- |
| 1       | Reggie Walker   | Sud-àfrica    | 11.0 segons   |
| 2       | Jean Konings    | Bèlgica       | (11.6 segons) |
| 3       | Denis Murray    | Regne Unit    | Desconegut    |
| 4       | Edgar Kiralfy   | Estats Units  | Desconegut    |
| 5       | Ernestus Greven | Països Baixos | Desconegut    |

#### Sèrie 5
Harmer s'atura coix. Cloughen guanya per cinc iardes.
| Posició | Nom             | País         | Temps         |
| ------- | --------------- | ------------ | ------------- |
| 1       | Robert Cloughen | Estats Units | 11.0 segons   |
| 2       | John Johansen   | Noruega      | (11.7 segons) |
| 3       | David Beland    | Canadà       | Desconegut    |
| —       | Henry Harmer    | Regne Unit   | No finalitza  |

#### Sèrie 6
May guanya per unes tres iardes.
| Posició | Nom                | País         | Temps         |
| ------- | ------------------ | ------------ | ------------- |
| 1       | William W. May     | Estats Units | 11.2 segons   |
| 2       | Victor Jacquemin   | Bèlgica      | (11.5 segons) |
| 3       | L. Lescat          | França       | Desconegut    |
| 4       | Mikhail Paskalides | Grècia       | Desconegut    |

#### Sèrie 7
Duncan guanya per una iarda.
| Posició | Nom              | País       | Temps         |
| ------- | ---------------- | ---------- | ------------- |
| 1       | Robert C. Duncan | Regne Unit | 11.4 segons   |
| 2       | Knut Stenborg    | Suècia     | (11.5 segons) |
| 3       | Hans Eicke       | Alemanya   | (11.6 segons) |
| 4       | Umberto Barrozzi | Itàlia     | Desconegut    |
| 5       | Ragnar Stenberg  | Finlàndia  | Desconegut    |

#### Sèrie 8
Stevens supera al posseïdor del rècord del món per pocs centímetres.
| Posició | Nom             | País         | Temps         |
| ------- | --------------- | ------------ | ------------- |
| 1       | Lester Stevens  | Estats Units | 11.2 segons   |
| 2       | Knut Lindberg   | Suècia       | (11.2 segons) |
| 3       | Heinrich Rehder | Alemanya     | (11.8 segons) |
| 4       | William Murray  | Regne Unit   | Desconegut    |

#### Sèrie 9
Morton guanya per unes tres iardes.
| Posició | Nom              | País          | Temps         |
| ------- | ---------------- | ------------- | ------------- |
| 1       | John W. Morton   | Regne Unit    | 11.2 segons   |
| 2       | Axel Petersen    | Dinamarca     | (11.5 segons) |
| 3       | Jacobus Hoogveld | Països Baixos | Desconegut    |

#### Sèrie 10
Fischer s'atura coix. Kerr guanya per tres iardes.
| Posició | Nom          | País       | Temps         |
| ------- | ------------ | ---------- | ------------- |
| 1       | Robert Kerr  | Canadà     | 11.0 segons   |
| 2       | M. Chapman   | Regne Unit | (11.3 segons) |
| —       | Paul Fischer | Alemanya   | No finalitza  |

#### Sèrie 11
Phillips s'atura coix, cosa que permet a Hamilton guanyar per unes tres iardes.
| Posició | Nom              | País         | Temps         |
| ------- | ---------------- | ------------ | ------------- |
| 1       | William Hamilton | Estats Units | 11.2 segons   |
| 2       | Pál Simon        | Hongria      | (11.5 segons) |
| 3       | G. Lamotte       | França       | Desconegut    |
| —       | Herbert Phillips | Sud-àfrica   | No finalitza  |

#### Sèrie 12
Huff guanya per tan sols una iarda a Pankhurst.
| Posició | Nom             | País         | Temps         |
| ------- | --------------- | ------------ | ------------- |
| 1       | Harold Huff     | Estats Units | 11.4 segons   |
| 2       | Henry Pankhurst | Regne Unit   | (11.5 segons) |
| 3       | Karl Fryksdal   | Suècia       | Desconegut    |

#### Sèrie 13
Robertson guanya per tres iardes.
| Posició | Nom               | País         | Temps         |
| ------- | ----------------- | ------------ | ------------- |
| 1       | Lawson Robertson  | Estats Units | 11.4 segons   |
| 2       | Frank Lukeman     | Canadà       | (11.7 segons) |
| 3       | Henri Meslot      | França       | Desconegut    |
| 4       | Eduard Schönecker | Àustria      | Desconegut    |

#### Sèrie 14
Sherman supera a l'immediat rival per quatre iardes, una de les majors diferències en la primera ronda.
| Posició | Nom                       | País         | Temps         |
| ------- | ------------------------- | ------------ | ------------- |
| 1       | Nathaniel Sherman         | Estats Units | 11.2 segons   |
| 2       | Louis Sebert              | Canadà       | (11.7 segons) |
| 3       | Harold Watson             | Regne Unit   | Desconegut    |
| 4       | Frigyes Wiesner           | Hongria      | Desconegut    |
| 5       | Hermann von Bönninghausen | Alemanya     | (12.0 segons) |

#### Sèrie 15
Rector iguala el rècord olímpic, aconseguint una fàcil victòria.
| Posició | Nom           | País         | Temps           |
| ------- | ------------- | ------------ | --------------- |
| 1       | James Rector  | Estats Units | 10.8 segons EOR |
| 2       | Vilmos Rácz   | Hongria      | (11.4 segons)   |
| 3       | Willy Kohlmey | Alemanya     | (12.0 segons)   |

#### Sèrie 16
En la sèrie més lenta de la primera ronda Stark guanya per dues iardes.
| Posició | Nom              | País       | Temps         |
| ------- | ---------------- | ---------- | ------------- |
| 1       | James P. Stark   | Regne Unit | 11.8 segons   |
| 2       | Gaspare Torretta | Itàlia     | (12.0 segons) |

#### Sèrie 17
Roche guanya per dues iardes.
| Posició | Nom           | País       | Temps         |
| ------- | ------------- | ---------- | ------------- |
| 1       | Patrick Roche | Regne Unit | 11.4 segons   |
| 2       | Carl Bechler  | Alemanya   | (11.4 segons) |

### Semifinals
L'atleta més ràpid de cada semifinal passa a la final. Les semifinals comencen a les 3:35 p.m. del 21 de juliol.

#### Semifinal 1
Cloughen no va prendre la sortida per preparar les sèries dels 200 metres. Walker va prendre la davantera en arribar als 50 metres i va creuar la línia d'arribada amb una iarda per davant de May, igualant el rècord olímpic. El seu temps real fou de 10,7, però segons les normes vigents quedà arrodonit al cinquè més proper, de conformitat amb les normes vigents aleshores; per la qual cosa el seu temps fou de 104⁄5.
| Posició | Nom             | País         | Temps           |
| ------- | --------------- | ------------ | --------------- |
| 1       | Reggie Walker   | Sud-àfrica   | 10.8 segons EOR |
| 2       | William W. May  | Estats Units | (11.0 segons)   |
| 3       | Patrick Roche   | Regne Unit   | Desconegut      |
| 4       | Lester Stevens  | Estats Units | Desconegut      |
| —       | Robert Cloughen | Estats Units | No surt         |

#### Semifinal 2
Hamilton no va prendre la sortida per preparar les sèries dels 200 metres. Kerr va guanyar fàcilment la sèrie.
| Posició | Nom               | País         | Temps         |
| ------- | ----------------- | ------------ | ------------- |
| 1       | Robert Kerr       | Canadà       | 11.0 segons   |
| 2       | Nathaniel Sherman | Estats Units | (11.3 segons) |
| 3       | John W. Morton    | Regne Unit   | Desconegut    |
| —       | William Hamilton  | Estats Units | No surt       |

#### Semifinal 3
Rector torna a guanyar fàcilment, igualant novament el rècord olímpic per segona vegada en aquests Jocs.
| Posició | Nom              | País         | Temps           |
| ------- | ---------------- | ------------ | --------------- |
| 1       | James Rector     | Estats Units | 10.8 segons EOR |
| 2       | Harold Huff      | Estats Units | (11.1 segons)   |
| 3       | Edward Duffy     | Sud-àfrica   | Desconegut      |
| 4       | Robert C. Duncan | Regne Unit   | Desconegut      |

#### Semifinal 4
Cartmell i Robertson disputen una semifinal molt igualada i finalment és Cartmell el vencedor per un peu.
| Posició | Nom              | País         | Temps         |
| ------- | ---------------- | ------------ | ------------- |
| 1       | Nate Cartmell    | Estats Units | 11.2 segons   |
| 2       | Lawson Robertson | Estats Units | (11.2 segons) |
| 3       | James P. Stark   | Regne Unit   | Desconegut    |
| 4       | John George      | Regne Unit   | Desconegut    |

### Final
La final dels 100 metres començà a les 4:15 p.m. del 22 de juliol. Walker i Rector ja havien igualat el rècord olímpic abans de la final, per la qual cosa s'espera una final molt disputada entre ambdós. Walker va tenir una sortida molt explosiva, però Rector el va igualar a mitja cursa. Amb tot, finalment fou Walker el que finalment va guanyar la cursa amb mitja iarda sobre Rector i igualant novament el rècord olímpic. Kerr guanyà la medalla de bronze en superar a Cartmell per dues iardes.
| Posició | Nom           | País         | Temps           |
| ------- | ------------- | ------------ | --------------- |
| 1       | Reggie Walker | Sud-àfrica   | 10.8 segons EOR |
| 2       | James Rector  | Estats Units | (10.9 segons)   |
| 3       | Robert Kerr   | Canadà       | (11.0 segons)   |
| 4       | Nate Cartmell | Estats Units | (11.2 segons)   |